# می‌دمد صبح و کله بست سحاب
غزلی با مطلع «می‌دمد صبح و کله بست سحاب» سیزدهمین غزل از دیوان حافظ به تصحیح قاسم غنی و محمد قزوینی است.

## معنی
بیت اول: سپیده صبح می‌دمد و ابر هم پرده بسته است، ای یاران بیدار شوید و باده بیارید که بنوشیم.
بیت دوم: روی لاله، ژاله می‌چکد. ای دوستان باده بیارید بنوشیم.
بیت سوم: از چمن بادِ خوشبوی بهشت می‌وزد. ای یاران حالا پیوسته باده خالص بنوشید.
بیت چهارم: گل در چمن تختِ زُمردی زده است یعنی روی زمین را چمن سبز پوشانیده پس حالا شراب چون لعل ارغوانی تهیه کن. به سلیقه باده نوشان شرب خمر در فصل بهار از سایر فصول مطبوع تر است.
بیت پنجم: درِ میخانه را دوباره بسته‌اند. ای بازکننده درها (مفتح الابواب) دوباره درِ میخانه را باز کن.
بیت ششم: لب چون لعل تو بر سینه‌های مجروح و کباب شده خیلی حق نمک دارد و سرخی زخم‌ها از تأثیر لب تو است.
بیت هفتم: در چنین زمانی یعنی در فصل بهار عجب است که درِ میخانه را با این عجله ببندند.
بیت هشتم: به روی ساقی که اندامی زیبا مانند پری دارد، مثل حافظ شراب خالص بنوش.